# Cuando la sangre galopa
Cuando la sangre galopa és el tercer àlbum de la formació mexicana de rock alternatiu Jaguares, publicat en casset i CD el 10 de juliol del 2001. És també el títol de la cançó d'apertura del mateix àlbum. Es considera com a l'àlbum amb el so més directe i pesat de la formació. La formació enregistrà l'àlbum a Los Angeles (Califòrnia, Estats Units); i comptà amb la col·laboració de Howard Willing, enginyer de so famós per haver treballat amb els Smashing Pumpkins, qui ajudà al grup a «trobar un so més agressiu».
Aquest disc fou catalogat per alguns analistes com un «sorprenent renaixement musical» i rebé diversos reconeixements en les llistes de la revista Billboard pel seu nivell de popularitat i vendes, entre els quals destaquen tres primers llocs en les categories Heatseekers, Latin Pop i Top Latin Albums. A més, el senzill «Como tú» aconseguí el lloc 30 de la llista Latin Pop Airplay.

## Llista de cançons
Totes les cançons foren escrites i compostes per Saúl Hernández, excepte allò on s'especifica. 
| Núm.          | Títol                                                 | Composició                 | Durada  |
| ------------- | ----------------------------------------------------- | -------------------------- | ------- |
| 1.            | «Cuando la sangre galopa»                             |                            | 5:17    |
| 2.            | «El secreto»                                          |                            | 4:32    |
| 3.            | «Como tú»                                             |                            | 4:15    |
| 4.            | «Estoy cansado»                                       |                            | 4:47    |
| 5.            | «En la Tierra»                                        |                            | 4:38    |
| 6.            | «La vida no es igual»                                 |                            | 4:10    |
| 7.            | «Por un beso»                                         |                            | 6:20    |
| 8.            | «Contigo»                                             |                            | 3:54    |
| 9.            | «El aislamiento»                                      |                            | 3:54    |
| 10.           | «Viaje astral»                                        | Hernández, C. López García | 3:15    |
| 11.           | «El momento»                                          |                            | 5:02    |
| 12.           | «El último planeta»                                   | Hernández, C. López García | 3:30    |
| 13.           | «¿Viejo el mundo?»                                    |                            | 6:15    |
| 14.           | «(Dime de un amor que no ha) sufrido» (pista amagada) |                            | 3:08    |
| Durada total: | Durada total:                                         | Durada total:              | 1:05:31 |